# Мосьпанов (хутор)
Мосьпанов — хутор в Новооскольском районе Белгородской области. Входит в состав Большеивановского сельского поселения.

## География
Находится в северо-восточной части региона, в лесостепной зоне, в пределах юго-западных отрогов Орловско-Курского плато Среднерусской возвышенности.

### Климат
Климат характеризуется как умеренно континентальный, с относительно мягкой зимой и тёплым продолжительным летом. Среднегодовая температура воздуха — 6,1 °C. Средняя температура воздуха самого холодного месяца (января) — −8,3 °C (абсолютный минимум — −36 °C); самого тёплого месяца (июля) — 20,4 °C (абсолютный максимум — 38 °C). Годовое количество атмосферных осадков составляет 504 мм, из которых 350 мм выпадает в период с апреля по октябрь.

## История
В 1958 году Указом Президиума Верховного Совета РСФСР хутор Зубовка  переименован  в хутор Мосьпанов в честь уроженца И. П. Мосьпанова.

## Население
| 1859 | 1897 | 2002 | 2010 |
| ---- | ---- | ---- | ---- |
| 417  | ↗518 | ↘285 | ↗301 |

### Известные люди
Здесь родился Скребцов, Александр Михайлович (род. 1924) — советский и украинский учёный.